# Patience Sonko-Godwin
Patience Sonko-Godwin (* 27. Dezember 1943 in Bathurst; geborene Sonko) ist eine gambische Historikerin und Autorin.

## Leben
Patience Sonko-Godwin besuchte zunächst in Gambia die Grundschule in ging dann an die St. Edward’s Secondary School in Freetown (Sierra Leone). Sie studierte in Sierra Leone Geschichte am Fourah Bay College und erhielt einen Master an der University of California in Santa Barbara.
Sonko-Godwin arbeitete als Lehrerin ab 1972 bis 1975 an der St. Helena Secondary School in Freetown, anschließend für kurze Zeit am Handelsinstitut (englisch Commercial Institute) ebendort. Ab 1976 kehrte sie nach Gambia zurück und lehrte bis 1989 an der Nusrat High School, Bundung. Von 1988 war sie ein Jahr stellvertretende Vizepräsidentin an der Nusrat Senior Secondary School, Bundung. Ab 1991 begann sie ihre Tätigkeit als Kulturbeauftragte (englisch Principal Cultural Officer) in der Abteilung Forschung und Dokumentation des National Council for Arts and Culture (NCAC). 1998 war sie drei Monate Exekutivdirektorin NCAC, anschließend zog sie sich im Oktober 1998 in den Ruhestand zurück, um sich auf ihre Forschung und ihr schriftstellerisches Wirken zu konzentrieren. Sie war als Beraterin, Autorin und Forscherin tätig, sowie Managerin ihres Verlages Sunrise Publishers.

## Werke
- Ethnic Groups Of The Senegambia. A Brief History, 1985
- Ethnic groups of the Senegambia Region: social and political structures: precolonial period, 1986
- Trade in the Senegambia region: precolonial period, 1988
- Leaders of the Senegambia region: reactions to European infiltration, 19th-20th centuries, 1995
- Social and political structures in the precolonial periods: ethnic groups of the Senegambia Region, 1997
- Trade in the Senegambia region: from the 12th to the early 20th century, 2004
- Development of local industries in the Senegambia region: from pre-colonial to the colonial period, 2004

## Auszeichnungen und Ehrungen
- 2010: Member of the Order of the Republic of The Gambia (MRG)[2]